# Oskar Pietuszewski
Oskar Pietuszewski (* 20. Mai 2008) ist ein polnischer Fußballspieler. Er spielt als Stürmer für den polnischen Erstligisten Jagiellonia Białystok.

## Karriere

### Verein
Pietuszewski verbrachte seine gesamte Jugendkarriere in der Akademie von Jagiellonia Białystok. Am 5. Juli 2022 gewann er mit der U14-Mannschaft des Verbands Podlaskie die polnische U14-Meisterschaft, wobei er im Finale einen Hattrick erzielte und zum Torschützenkönig des Turniers gekürt wurde. Im weiteren Verlauf seiner Jugendkarriere machte er auch in der U17-Liga auf sich aufmerksam, wo ihm am 23. August 2022 bei einem 3:1-Sieg über Cracovia ebenfalls ein Hattrick gelang.
Sein Profidebüt für Jagiellonia Białystok gab er im Alter von 16 Jahren in der Qualifikation zur UEFA Europa League 2024/25 bei einer 0:3-Niederlage gegen Ajax Amsterdam am 29. August 2024. In der Ekstraklasa debütierte er am 1. Dezember 2024 bei einem 1:1-Unentschieden gegen Pogoń Stettin, als er in der 80. Minute eingewechselt wurde. Sein erstes Tor in der Ekstraklasa erzielte er am 4. Mai 2025 bei einem 1:1-Unentschieden gegen Górnik Zabrze.

### Nationalmannschaft
Pietuszewski ist Junioren-Nationalspieler Polens. 2022 wurde er in die U15-Auswahl berufen. Von 2023 bis 2024 spielte er für die U17-Nationalmannschaft, für die er 15 Spiele bestritt und 4 Tore erzielte. Sein U17-Debüt gab er bei einem 7:2-Sieg gegen Wales am 20. August 2023.

## Erfolge
- Polnischer Supercup-Sieger: 2024